# Abraham Elias Model
Abraham Elias Model (gestorben 1760 in Harburg) war ein jüdischer Hoffaktor in der Grafschaft Oettingen.

## Leben

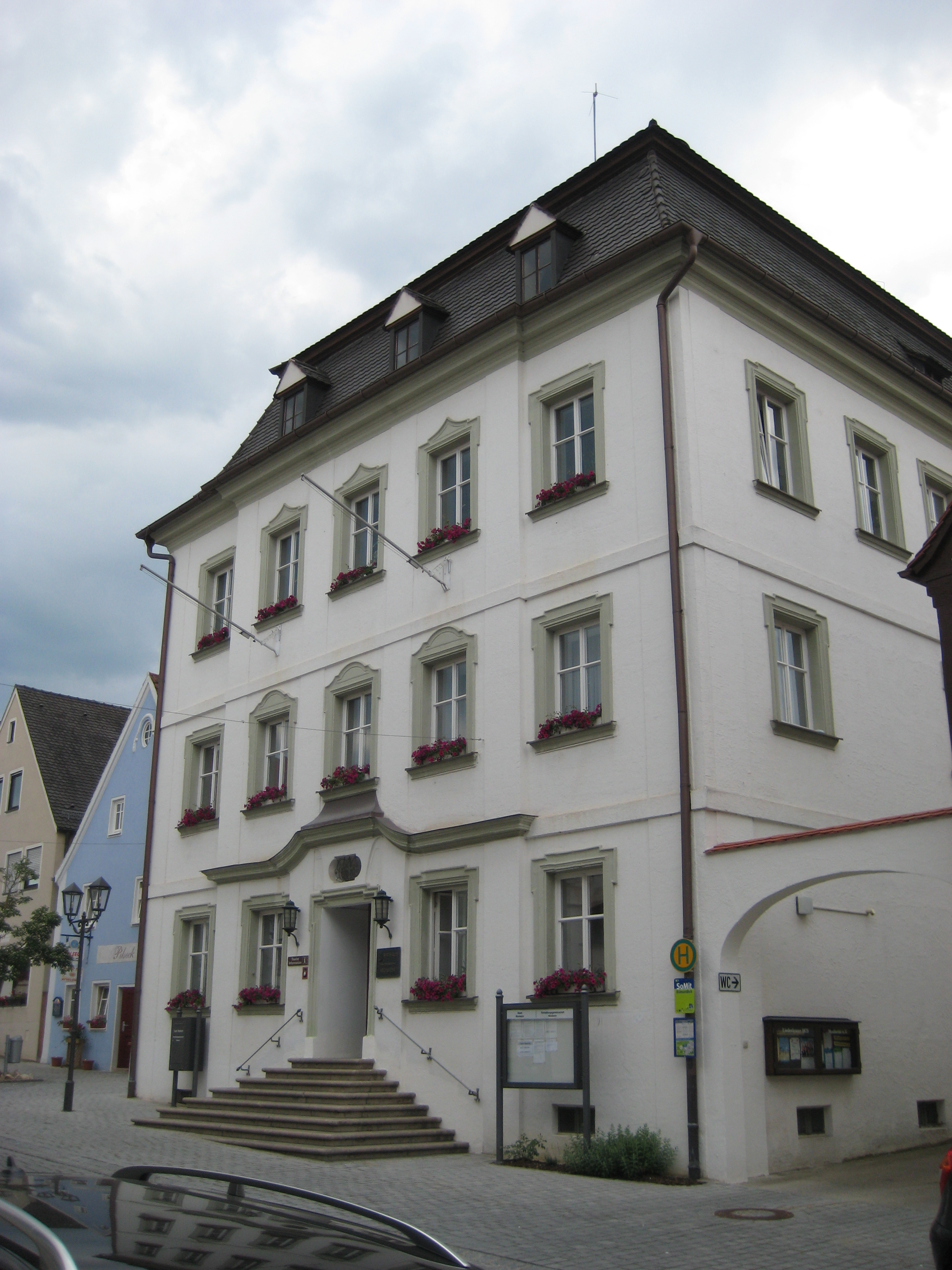
Wohn- und Geschäftshaus von Abraham Elias Model in Monheim, heute Rathaus

Model stammte aus einer Familie jüdischer Hoffaktoren der Markgrafen von Ansbach. Er war der Enkel von Marx Model in Ansbach. 
Um 1730 ließ er ein Wohn- und Geschäftshaus mit reicher Ausstattung in zentraler Lage in Monheim erbauen, das heute als Rathaus genutzt wird.
Im Jahr 1739 wurde Model vom Fürsten von Oettingen-Wallerstein wegen langjähriger nützlicher Dienste zum „Cabinets und Cammer Factor“ ernannt. Er erhielt dadurch bei allen herrschaftlichen Geschäften den Vorzug vor etwaigen Konkurrenten. Model war an der Gräflich Oettingischen Fayencenmanufaktur beteiligt, wobei er bei dem erfolglosen Unternehmen viel Geld verlor. 
Im Jahr 1741 ließ sich Model wegen der Austreibung der Juden aus Monheim in Harburg nieder, wo er 1760 arm starb.